# József Kerék
József Kerék (* 22. Juli 1933 in Balatonalmádi) ist ein ehemaliger Offizier in der Volksrepublik Ungarn und war zuletzt Generalmajor (Vezérőrnagy) im Innenministerium (Belügyminisztérium) sowie von 1982 bis 1989 Chef des Polizeipräsidiums im Komitat Komárom.

## Leben
József Kerék, Sohn von Margit Bognár, war nach dem Besuch von acht Schuljahren an allgemeinbildenden Schulen von 1949 bis 1950 Feldassistent des Kohlebergwerkes Tatabánya und absolvierte daraufhin zwischen 1950 und 1951 als Student einen Vorbereitungskurs für die Berufsprüfung in Pécs. 1951 begann er ein Studium an der Fakultät für Politikwissenschaften und Recht ÁJTK (Állam- és Jogtudományi Kara) der Universität der Wissenschaften Szeged (SZTE) und schloss dort 1955 seine Promotion zum Doktor der Rechte ab. Er absolvierte 1955 auch einen dreimonatigen Reserveoffizierskurs und trat daraufhin als Unterleutnant (Alhadnagy) in den Polizeidienst des Innenministeriums (Belügyminisztérium). Zunächst war er zwischen dem 1. Juli 1955 und dem 26. Oktober 1956 Prüfer der Prüfungsabteilung des Polizeipräsidiums im Komitat Borsod-Abaúj-Zemplén. Im Januar 1957 wechselte er ins Polizeipräsidium im Komitat Komárom und übernahm dort bis zum 31. August 1971 zahlreiche Aufgaben. Während dieser Zeit wurde er am 5. September 1957 Leutnant (Hadnagy) befördert und absolvierte 1958 einen dreimonatigen Prüferlehrgang, 1959 einen Fachlehrgang für operative Einsätze sowie 1960 einen zweimonatigen Kriminalistikkurs. 1960 erfolgte seine Beförderung zum Oberleutnant (Főhadnagy) und 1964 absolvierte er zudem einen Fernkurs an der Zentralen Offiziersschule der Polizeiakademie (Központi Tiszti Iskola Rendőrtiszti Akadémia). In der Folgezeit wurde er 1964 zum Hauptmann (Százados) sowie 1969 zum Major (Őrnagy) befördert.
Am 1. September 1971 wurde Kerék Leiter der Abteilung Öffentliche Verwaltung und Administration des Parteikomitees der Ungarischen Sozialistischen Arbeiterpartei MSZMP (Magyar Szocialista Munkáspárt) im Komitat Komárom und bekleidete diese Funktion bis zum 31. Januar 1977, wobei dort 1976 seine Beförderung zum Oberstleutnant (Alezredes) erfolgte. Im Anschluss wurde er am 1. Februar 1977 stellvertretender Chef des Polizeipräsidiums im Komitat Komárom und war als solcher zugleich bis zum 30. Juni 1982 in Personalunion Leiter der Abteilung Staatssicherheit des Polizeipräsidiums. In dieser Verwendung war er 1977 Absolvent der Parteihochschule der MSZMP und besuchte zudem 1981 einen zweimonatigen Führungslehrgang an der Polizeihochschule (Rendőrtiszti Főiskola).
Zuletzt wurde József Kérek nach seiner Beförderung zum Oberst (Ezredes) am 1. Juli 1982 Chef des Polizeipräsidiums im Komitat Komárom und bekleidete dieses Amt bis zum 30. November 1989, der Zeit nach dem Niedergang des Kádár-Systems und des Zusammenbruchs des Kommunismus. Er besuchte 1985 noch einen politischen Führungslehrgang an der Parteihochschule der MSZMP und wurde zuletzt 1988 noch zum Generalmajor (Vezérőrnagy) befördert.

## Weblink
- Kerék József, dr. In: Historisches Archiv der Staatssicherheitsdienste (Állambiztonsági Szolgálatok Történeti Levéltára). Abgerufen am 4. März 2023 (ungarisch).

| Personendaten    | Personendaten            |
| ---------------- | ------------------------ |
| NAME             | Kerék, József            |
| KURZBESCHREIBUNG | ungarischer Generalmajor |
| GEBURTSDATUM     | 22. Juli 1933            |
| GEBURTSORT       | Balatonalmádi            |